# 우치다 미키
우치다 미키 (内田美希, 1995년 2월 21일 ~ )는 자유형을 주종목으로 하는 일본의 수영 선수이다. 2014년 인천 아시안 게임 여자 자유형 100m 결승 경기에서 54초66으로 동메달을 획득했다.